# Кисельов Олександр Іванович
Олекса́ндр Іва́нович Кисельо́в (псевдоніми — Учитель, О. К.; * 29 березня (11 квітня) 1903, Сатанівка — † 24 лютого 1967, Київ) — український літературознавець, перекладач, доктор філологічних наук (з 1964 року).

## Біографія
Народився 29 березня (за новим стилем 11 квітня) 1903 року у селі Сатанівкці (нині Городоцького району Хмельницької області) в сім'ї Івана Кисельова, який завідував казенною лавкою. Коли він підріс і здобув початкову освіту, батьки віддали 10-річного сина навчатися до Кам'янця-Подільського — до хлоп'ячої духовної школи до підготовчого класу. Щоб матеріально забезпечити своє навчання хлопець вступив до архієрейського хору — цим самим здобув право безкоштовно вчитися, а також першочергово брати шкільні підручники.
Закінчивши 1919 року училище перейшов до Подільської духовної семінарії. Узимку вчився, а влітку ходив на заробітки, щоб мати змогу займатися. 1920 року сім'я Кисельових із Сатанівки переїхала поближче до Кам'янця — в село Великі Вірмени (нині Великозалісся). 1921 року, коли в Кам'янці-Подільському остаточно утвердилися більшовики, семінарію розформували. Сашко якраз закінчував другий курс. Але саме тоді в місті відкрилися педагогічні курси імені Івана Франка. Тож Олександр Кисельов разом з іншими семінарськими товаришами вступив на ці курси.
Учитися було надзвичайно тяжко, бо становище Сашкових батьків було настільки скрутне, що вони майже нічим не могли допомагати синові. Щоб мати змогу вчитися, Олександр шукав якоїсь допоміжної роботи. Спочатку просто ходив після лекцій на різного роду чорні роботи: наприклад, різати й колоти дрова. Згодом став помічником завідувача Кам'янецької публічної бібліотеки.
У січні 1923 року вся сім'я Кисельових — одне за одним — захворіла на тиф. Тож Олександр змушений повернутися у Великі Вірмени, щоб доглядати за хворими й пильнувати за господарством. Юнак покинув педагогічні курси, які кілька разів переформовувалися та перейменовувалися, аж доки не були приєднані до педагогічних курсів імені Михайла Драгоманова. Саме в той час, після пожежі, педкурси імені Драгоманова влилися в ІНО (інститут народної освіти), і Олександрові товариші по курсу перейшли на четвертий триместр інституту. А Кисельов, допомагаючи батькам вести господарство, навіть заяви не подавав і залишився поза стінами ІНО. У Великих Вірменах грамотного хлопця обрали членом виконкому сільської ради, до складу ревізійної комісії.
Але юнака не покидала думка про педагогічну працю, і як тільки господарство батьків трохи стало на ноги, Олександр у травні 1925 року знову подався до Кам'янця: вступив практикантом до Кам'янецького дитячого містечка, вільний час проводив за книжками, намагаючись поповнити знання, відвідував учительські курси з перепідготовки. Наприкінці червня, коли були іспити для осіб, що бажають учителювати, Олександр Кисильов успішно склав іспит і здобув право вчителювати.
Спочатку Олександра Івановича призначили учителем Ставчанської трирічної трудової школи Новоушицького району. Учителював він у Ставчанах рік, а з 1 жовтня 1926 року наросвіта, на прохання Олександра Кисельова, перевела його до Черчецької семирічної трудшколи. У селі Черче він спочатку вчив молодших школярів, а починаючи з другого триместру, коли до школи було призначено ще одного вчителя, перейшов на викладання української мови й співів у старшому концентрі. Але оскільки Олександр Іванович не мав закінченої вищої освіти, потрібної для викладання в старшому концентрі, його, згідно з розпорядженням наросвіти, перевели з 20 вересня 1927 року до школи-трирічки села Кізі Орининського району.
У жовтні 1927 року Олександр Кисельов просить зарахувати його до екстернату Кам'янець-Подільського ІНО, заручившись відповідним клопотанням окружного правління Робосу (профспілки робітників освіти). Але, оскільки Олександр Іванович мав тільки дворічний педстаж, а згідно з інструкцією Наркомату освіти для допуску до екстернату треба мати щонайменше трирічний виробничий (педагогічний) стаж, ректор ІНО Володимир Геринович учителеві із села Кізі відмовив.
1931 року 28-річний Олександр Кисельов вступив до Київського інституту народної освіти. 1936 року, закінчивши філологічний факультет Київського університету, Олександр Іванович на три роки став у ньому аспірантом кафедри української літератури. Знайшлася і тема, яка стала справою життя Олександра Кисельова: життя та творчість Павла Грабовського.
Якраз 1939 року мало святкуватися 75-річчя з дня народження Павла Арсеновича. Але життя та творчість цього поета були на той час мало дослідженими. Тож Олександр Кисельов поїхав у Тобольськ, де жив у засланні та помер поет, відшукав у Фрунзе сім'ю письменника, зібрав і записав спогади про Павла Грабовського від його друзів і знайомих по засланню, розшукав статті та кореспонденції поета в сибірських газетах, виявив низку архівних документів, що стосувалися поета. Підсумком цієї роботи стала монографія Олександра Кисельова «Павло Грабовський. Його життя та діяльність» (1940 рік), за яку дослідникові наступного року надали учений ступінь кандидата філологічних наук.
Війна перервала плідну працю вченого. У складі військ 1-го Українського фронту Олександр Іванович пройшов від Дніпра до Ельби. Службу в Радянській армії закінчив у травні 1946 року начальником дивізійної партійної школи.
Демобілізувавшись, учений знову працював в Інституті літератури АН УРСР. За сумісництвом у Київському університеті читав загальний курс української літератури та спецкурс «Життя та творчість Павла Грабовського». І, звичайно, не покидав досліджень, підсумком яких став вихід у світ тритомника Павла Грабовського (у 1959—1960 роках), два видання монографії про життя й творчість поета (1951 і 1959 року). За друге, доповнене і перероблене видання монографії Олександру Івановичу 1963 року присудили учений ступінь доктора філологічних наук.
Досліджував учений і творчість інших письменників 19 століття, зокрема, поетичну творчість Івана Франка.
Не обминули Олександра Кисельова і переслідування. Наприкінці 1940-х року Олександра Івановича тричі викликали на допити енкаведисти за наклепами на нього як «запеклого націоналіста».
1964 року вченого звільнили з роботи, зовсім забули. Щоб підтримати хворого чоловіка, дружина Любов Никифорівна, як зазначає літературознавець Віталій Мацько, «перед святами сама вигадувала тексти вітань то від керівництва Інституту літератури, то від парткому й кидала в поштову скриньку».

Могила Олександра Кисельова

Помер учений 24 лютого 1967 року. Похований в Києві на Байковому кладовищі.

## Пам'ять
Вдові Любові Потьомкіній удалося впорядкувати збірник вибраних праць Олександра Кисельова, який 1972 року під заголовком «Література гарту й боротьби» побачив світ у видавництві «Дніпро». Орачем незайманих облогів назвав літературознавця Микола Грицюта у вступному слові до цієї збірки.
4 квітня 2003 року в Хмельницькому відбулася Всеукраїнська науково-практична конференція, присвячена сторіччю з дня народження Олександра Кисельова. Побачив світ науковий збірник, до якого увійшли дослідження вчених, краєзнавців із Києва, Вінниці, Тернополя, Хмельницького, Кам'янця-Подільського, спогади доньки літературознавця — кандидата філологічних наук, доцента Київського університету Людмили Кисельової. А внук ученого Олександр Вакуленко-Кисельов підготував до друку щоденник і окремі листи дідуся.